# Saint Mary’s University (Bayombong)
Die Saint Mary’s University befindet sich in der Gemeinde Bayombong, in der Provinz Nueva Vizcaya in den Philippinen. Sie gilt als eine der bedeutendsten Bildungseinrichtungen in der Verwaltungsregion Cagayan Valley.

## Fakultäten
Sie beherbergt neun verschiedene Fakultäten, die in Hochschul-, Fachschulbereiche sowie in der Berufsausbildung gegliedert sind. Zu diesen gehören die School of Accountancy, -Arts & Sciences, -Business, -Education, -Health Services, -Public Administration & Governance, -Computing Sciences, -Engineering & Architecture und das College of Law. Es werden jedes Jahr ca. 250 Studienabgänger an diesen Fakultäten gezählt.
Die Saint Mary’s University beherbergt weiterhin eine Hauptschule und ein Gymnasium, die zusammen von 2000 Schülern besucht werden.

## Geschichte
Die Geschichte der Universität beginnt im Jahre 1928, als die St. Mary’s Elementary School eröffnet wurde. Der Ausbau der Schule begann 1934, als der High-School-Bereich eröffnet wurde. Nach dem Zweiten Weltkrieg, 1947, wurde das Bildungsprogramm um den College-Bereich erweitert, so dass die ersten Abgänge in den Bereichen Bachelor of Science in Commerce, (1951), Bachelor of Science in Civil Engineering, (1955) und der Graduate School, (1962), verzeichnet werden konnten.
Mit der Ausweitung der Ausbildungsprogramme wurde ab 1968, im Rahmen des staatlichen Entwicklungsprogrammes zur Modernisierung des Magat-Tals, ein umfangreiches Ausbauprogramm der Hochschule begonnen. Es konnten 1971 das Gomburza-Gebäude und 1972 die D-Halle eingeweiht werden. Es folgten das Gym-Auditorium (1981), Chapel-Library Building (1983), new Elementary Central Building (1985), High School Science Building (1986), Elementary Central Annex (1990), new High School Building (1992). 1995 wurde das College in den Rang einer Universität erhoben und ermöglichte die Ausweitung der Fakultäten. Der weitere Ausbau der Infrastruktur umfasste das College of Law Building (1996), Hantson Hall (1998), Institute of Science and Mathematics Building (1999), St. Joseph’s Inn (2001), Sacred Heart Center (2002), High School Building (Phase I) 2003, und Balay na Alumni (2003).